# Smash (tênis)

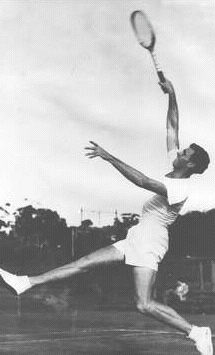
Ken McGregor pegando um smash na década de 1950

Em tênis smash é um golpe que é realizado sobre a cabeça com um movimento similar ao saque, com a diferença que o jogo está em andamento.
Geralmente o smash, é seguido de uma rebatida que a bola vai alta, fazendo com que o impulso causado pelo tenista, ao entrar em contato, siga-se de uma força maior pelo empuxo de cima para baixo feito pela raquete. E este golpe serve para finalizar uma jogada.